# Asturianos
Asturianos è un comune spagnolo di 331 abitanti situato nella comarca di Sanabria, provincia di Zamora, appartenente alla comunità autonoma di Castiglia e León.